# Násilí v médiích
Mnoho sociálních psychologů se domnívá, že sledování násilí v televizi a jiných médiích může způsobit agresivní chování v sociálním životě. Avšak podle jiných, násilí v médiích může mít i pozitivní účinky či dokonce vůbec žádné.

## Negativní účinky násilí v médiích

### Procesy
Učení pozorováním: Pokud vidíme, že násilné chování je odměňováno, lze se mu naučit pozorováním.
Disinhibice: Sledování agrese může snížit sociální zábrany agresivního chování, neboť se začne jevit jako legitimní.
Aktivace: Agresivní emocionální aktivace či vzrušení ze sledování agrese mohou vést ke skutečnému násilí.
Snížení citlivosti: Sledování agrese může vést k jejímu zvýšenému přijímání či tolerování ve společnosti.
Obavy: Sledování násilí ve zpravodajství posiluje obavy a úzkostné stavy.

### Experimenty

#### Laboratorníexperimenty násilí v médiích
Bandura ve svých experimentech dokázal, že agrese může být naučena a napodobována podle živých, filmových, nebo kreslených vzorů. Liebert a Baron (1972) zjistili, že děti, které sledovaly násilný program, s větší pravděpodobností ublížily jinému dítěti. Tyto experimenty jsou kritizovány zejména proto, že laboratorní prostředí může vytvářet umělé výsledky.

#### Přirozené experimenty
Joy a kol. (1986) měřily hladiny agrese u dětí v jednom kanadském městě 1 rok před zavedením televize a 1 rok po něm a nalezli významný nárůst v porovnání s nevýznamnými nárůsty v městech, která již televizi měla.

#### Terénní experimenty
Parke a kol. (1977) pouštěli mladistvým provinilcům v USA a Belgii po dobu 1 týdne v jejich domovech buď násilnou, nebo nenásilnou televizi. Agrese byla větší u skupiny, která sledovala násilnou televizi.

#### Korelačnístudie
Eron (1987) nalezl významnou pozitivní korelaci mezi množstvím agrese zhlédnuté ve věku 8 let a pozdější agresí ve věku 30 let. Philips (1986) nalezl korelaci mezi případy, jež se hojně objevovaly v médiích, např. vraždy, boxerské zápasy, a řadou odpovídajících případů, k nimž došlo mezi veřejností. Je však důležité uvědomit si, že nalezená korelace nedokazuje příčinný vztah.

## Pozitivní účinky násilí v médiích

### Procesy
Očkování: Sledování antisociálního násilí může být příležitostí k diskuzím o jeho nemorálnosti či o tom, že nevede k ničemu dobrému („záporný hrdina“ nakonec prohraje).
Katarze: Podle Freuda může sledování násilí poskytnout úlevu od potlačované agrese, která se uvolní emočními sympatiemi.

### Experimenty
Výzkum očistného účinku násilí v televizi
Feshbach a Singer (1971) tvrdili, že děti, jimž po dobu 6 týdnů ukazovali agresivní programy, projevovaly méně agresivního chování, než ty, kterým ukazovali televizi bez násilí. Tomuto výzkumu však byly vytýkány metodologické vady a pozdější výzkumy nálezy nepotvrdily, nebo přinesly nálezy opačné. 

## Žádné účinky násilí v médiích
Howitt a Cumberbatch (1974) analyzovali 300 studií a došli k závěru, že násilí v televizi nemá žádný přímý účinek na chování dětí.
Freedman (1984,1986) uvádí, že ačkoliv existuje nevýrazná korelace mezi mírou sledování agrese a agresivním chováním, příčinný vztah je velmi slabý.